# Памятник юному разведчику Володе Мордвинову
Памятник юному разведчику Володе Мордвинову был установлен в Грозном в День пионерии, 19 мая 1979 года в сквере у здания грозненского Дворца пионеров.

## История
Когда вермахт стал приближаться к Малгобеку семья Мордвиновых эвакуировалась в Старые промысла — один из районов Грозного. Однако Володя хотел принимать участие в разгроме фашистов. Так он попал в станицу Вознесеновскую, где ему поручили собрать информацию о военных объектах противника в Малгобеке. Это задание юный разведчик успешно выполнил. После этого он ещё несколько раз ходил на разведку в тыл врага. Во время одного из таких рейдов ему удалось обнаружить скопление большого числа немецких танков, что позволило сорвать танковую атаку противника.
15 октября 1942 года, во время очередного выхода из тыла противника Мордвинов был сражён пулемётной очередью. После освобождения Малгобека тело разведчика было найдено. Мордвинов был посмертно награждён медалью «За оборону Кавказа». На месте его гибели в 1947 году был установлен обелиск.
Памятник изображал Мордвинова выполняющим боевое задание: он привставал, опираясь рукой о колено; в левой руке у разведчика был бинокль.
Памятник был разрушен в ходе боёв Первой чеченской войны.
В 1985 году в Грозном была издана книга Т. Е. Омельчука «Повесть о Володе Мордвинове».